# Plesiosuchus
Plesiosuchus („blízký krokodýlům“) je rod dávno vyhynulého dravého mořského plaza příbuzného dnešním krokodýlům. Spadal do kladu Thalattosuchia, čeledi Metriorhynchidae a podčeledi Geosaurinae. Byl velmi dobře anatomicky a fyziologicky adaptovaní na život v mořích. Žil v období pozdní jury, zhruba před 150 miliony let, ačkoliv existuje možnost jeho přítomnosti také v sedimentech z období rané křídy. Původně byl popsán jako Steneosaurus Johnem Hulkem v roce 1870, o 14 let později změnil rodové jméno britský přírodovědec Richard Owen.

## Popis a význam

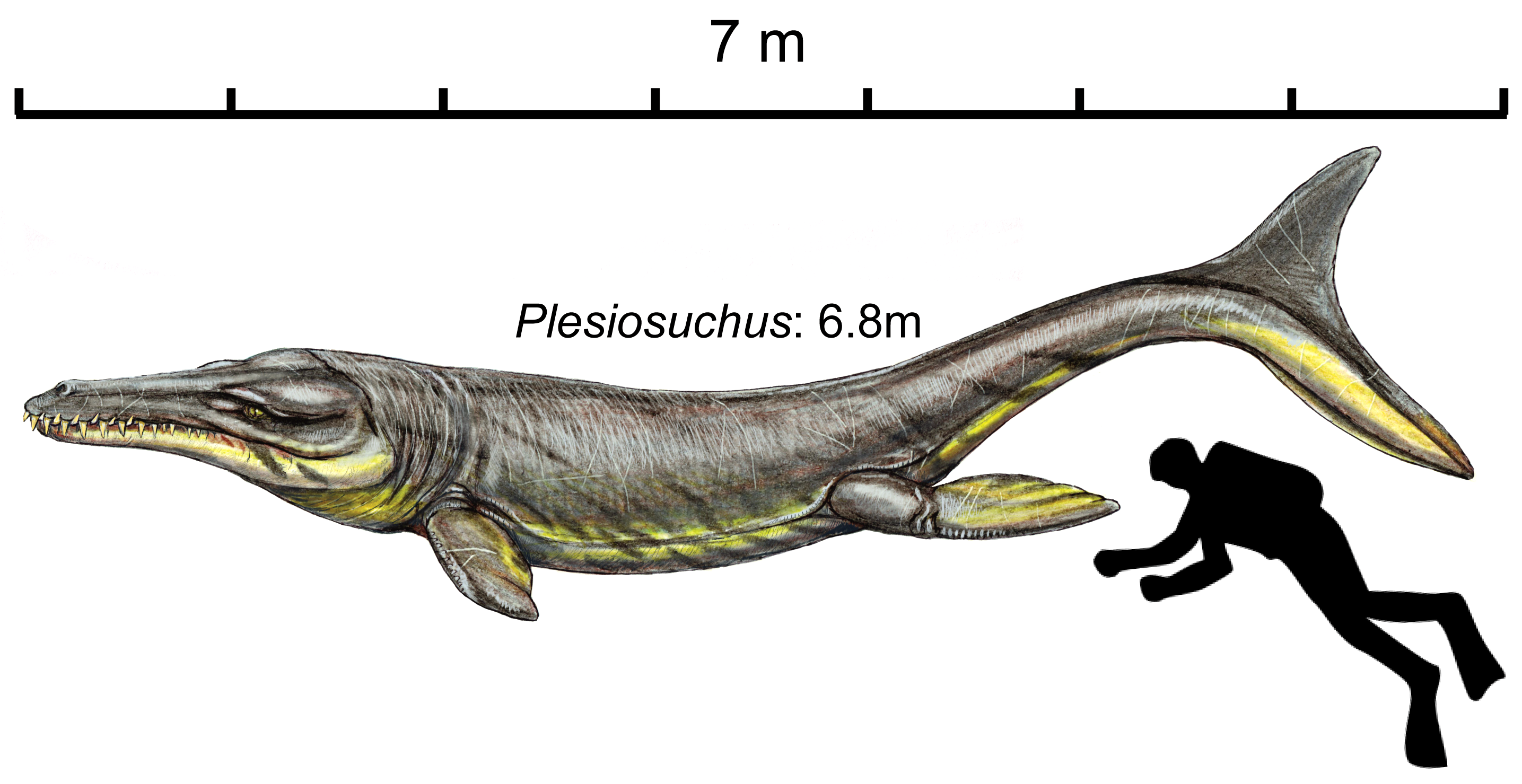
Plesiosuchus - rekonstrukce vzezření.

Tito mořští dravci byli dlouzí až kolem 7 metrů a představovali významné predátory mnoha mořských ekosystémů. Blízkým příbuzným tohoto rodu byl patrně rody Torvoneustes, Tyrannoneustes, Dakosaurus, Geosaurus a Neptunidraco.

## České objevy
Zástupci této skupiny žili v období rané křídy (věk hauteriv, asi před 133 miliony let) také na území dnešní České republiky. Jejich fosilní zuby byly objeveny patrně na začátku 20. století ve vápencových masivech v okolí Štramberka. Objeveny byly pouze fosilní zuby, uložené nejpozději od roku 1912 v Přírodovědeckém muzeu ve Vídni. Jednalo se patrně o vývojové příbuzné rodů Torvoneustes a právě i Plesiosuchus, dosahující délky mezi 4 a 6 metry.
Vedoucím odborné studie, která tyto metriorhynchidy v květnu roku 2021 popsala, je český paleontolog Daniel Madzia. Na základě samotných fosilních zubů však není možné stanovit přesné zařazení do rodu a druhu, k tomu budou nezbytné případné další fosilní objevy.